# Стерлинг (Јута)
Стерлинг (енгл. Sterling) град је у америчкој савезној држави Јута.

## Демографија
По попису из 2010. године број становника је 262, што је 27 (11,5%) становника више него 2000. године.
| Група             | 2000.       | 2010.       |
| Белци             | 227 (96,6%) | 242 (92,4%) |
| Афроамериканци    | 0 (0,0%)    | 0 (0,0%)    |
| Азијати           | 0 (0,0%)    | 1 (0,4%)    |
| Хиспаноамериканци | 4 (1,7%)    | 13 (5,0%)   |
| Укупно            | 235         | 262         |